# 马库斯·彭布雷
马库斯·E·彭布雷（英語：Marcus Edred Pembrey，1943年4月20日—）是一位英国遗传学家，英国医学科学院院士，毕业于利物浦大学，专攻人类非孟德尔式遗传。